# فریماه فرجامی
فریماه فرجامی (۱۸ اردیبهشت ۱۳۳۱ – ۹ تیر ۱۴۰۲) بازیگر اهل ایران بود. او برای بازی در سرب (۱۳۶۷) ساختهٔ مسعود کیمیایی، دیپلم افتخار جشنوارهٔ فیلم فجر را کسب کرد و برای بازی در نقش اصلی پردهٔ آخر (۱۳۶۹)، برندهٔ سیمرغ بلورین بهترین بازیگر زن شد. وی در مجموعه‌های تلویزیونی پهلوانان نمی‌میرند (۱۳۷۶) و ولایت عشق (۱۳۷۹) نیز به ایفای نقش پرداخته‌بود.

## زندگی
فریماه فرجامی در ۱۸ اردیبهشت ۱۳۳۱ در تهران زاده شد. او در سال ۱۳۵۶ از دانشکدهٔ هنرهای دراماتیک دانشکده سینما و تئاتر دانشگاه هنر کارشناسی دراماتیک دریافت کرد. در همان سال در مرکز مطالعات و هماهنگی فرهنگی شورای عالی فرهنگ و هنر و فصلنامه فرهنگ و زندگی به عنوان ویراستار، پژوهشگر و پژوهشگر مشغول به کار شد.
فریماه فرجامی از سال ۱۳۵۵ با گویندگی نمایش‌های رادیویی و بازی در نمایش تلویزیونی آدمک مومی فعالیت هنری خود را آغاز کرد. در سال ۱۳۵۹ با فیلم گفت هر سه نفرشان به کارگردانی علی عرفان وارد عرصهٔ سینما شد و با فیلم‌های تیغ و ابریشمِ مسعود کیمیایی و اجاره‌نشین‌های داریوش مهرجویی بود که شناخته شد. او موفق به دریافت سیمرغ بلورین نقش اول زن برای فیلم پرده آخر از نهمین دوره جشنوارهٔ فیلم فجر شد.
آخرین بازی فریماه فرجامی در فیلم لامینور ساخته داریوش مهرجویی بود.

## مصاحبه با برنامهٔهفت
در ۷ بهمن ۱۳۸۹ مصاحبهٔ فرجامی با برنامه تلویزیونی هفت از شبکه سه پخش شد. او در این مصاحبه انتقادات تندی را در مورد برخی از سینماگران و فاطمه معتمدآریا بیان کرد. امین تارخ و رخشان بنی‌اعتماد به‌علت پخش این مصاحبه، به صداوسیما اعتراض کردند. شورای تهیه‌کنندگان نیز به دلیل نمایش دردناک چهره‌های سرشناس سینما این برنامه را تحریم کرد.

## درگذشت
فرجامی در دو ماه پایانی عمر دچار سکته مغزی شد و پس از بهبود نسبی، درمان را تحت نظر پزشک در خانه ادامه داد. اما دوباره براثر سکته در بیمارستان بستری شد و چند روز در کما به سر برد. او سرانجام در ۹ تیر ۱۴۰۲ در سن ۷۱ سالگی درگذشت.

## کارنامهٔ هنری

### سینما
| نام              | سال  | نقش                | کارگردان         |
| ---------------- | ---- | ------------------ | ---------------- |
| گفت هر سه نفرشان | ۱۳۵۹ | زن لهستانی         | علی عرفان        |
| خط قرمز          | ۱۳۶۰ | لاله               | مسعود کیمیایی    |
| تیغ و ابریشم     | ۱۳۶۴ | سوسن مکاشی         | مسعود کیمیایی    |
| اجاره‌نشین‌ها      | ۱۳۶۵ | مهندس افجه‌ای       | داریوش مهرجویی   |
| بی‌پناه           | ۱۳۶۵ | اعظم               | علیرضا داوودنژاد |
| سرب              | ۱۳۶۷ | مونس               | مسعود کیمیایی    |
| مادر             | ۱۳۶۸ | ماه‌منیر جوانی مادر | علی حاتمی        |
| پردهٔ آخر         | ۱۳۶۹ | فروغ‌الزمان         | واروژ کریم‌مسیحی  |
| نرگس             | ۱۳۷۰ | آفاق               | رخشان بنی‌اعتماد  |
| راز گل سرخ       | ۱۳۷۱ |                    | حسن قلی‌زاده      |
| تماس شیطانی      | ۱۳۷۱ | نفیسه              | حسن قلی‌زاده      |
| بانی چاو         | ۱۳۷۴ | فائزه              | احمدرضا گرشاسبی  |
| عشق گمشده        | ۱۳۷۵ | ایران              | سعید اسدی        |
| جوانمرد          | ۱۳۷۵ | عاطفه              | جمشید آهنگرانی   |
| ساغر             | ۱۳۷۶ | پرتو تابان         | سیروس الوند      |
| آب و آتش         | ۱۳۷۹ | سیمین درخشان       | فریدون جیرانی    |
| زهر عسل          | ۱۳۸۱ | فریبا              | ابراهیم شیبانی   |
| کاغذ دیواری زرد  | ۱۳۸۲ |                    | رامین لباسچی     |
| نیم              | ۱۳۹۴ | طلعت               | بهمن کامیار      |
| لامینور          | ۱۳۹۸ |                    | داریوش مهرجویی   |

### تلویزیون
| نام                    | سال  | نقش          | کارگردان                        |
| ---------------------- | ---- | ------------ | ------------------------------- |
| تله‌تئاتر «آدمک مومی»   | ۱۳۵۵ |              | احمد هاشمی                      |
| تله‌تئاتر «تراژدی کسری» | ۱۳۶۳ |              | مجید جعفری                      |
| بخش چهار جراحی         | ۱۳۶۷ | پرستار       | مسعود فروتن                     |
| بانی چاو               | ۱۳۷۴ | فائزه        | احمدرضا گرشاسبی                 |
| خانه سبز               | ۱۳۷۵ | بازیگر مهمان | بیژن بیرنگ و مسعود رسام         |
| پهلوانان نمی‌میرند      | ۱۳۷۶ | اعظم‌السادات  | حسن فتحی                        |
| راه سوم                | ۱۳۷۷ | خانم خردمند  | قاسم جعفری                      |
| گل من گلی              | ۱۳۷۷ | بازیگر مهمان | قاسم جعفری                      |
| ولایت عشق              | ۱۳۷۹ | زبیده        | مهدی فخیم‌زاده                   |
| فرمان                  | ۱۳۸۱ | پریچهر       | مسعود رشیدی                     |
| روشن‌تر از خاموشی       | ۱۳۸۲ | حکیمه خاتون  | حسن فتحی                        |
| پاییز بلند             |      |              | پخش شده در برنامه سیمای خانواده |

### تئاتر
| نام نمایش                | سال  | نویسنده                                                      | کارگردان       | محل اجرا                 |
| ------------------------ | ---- | ------------------------------------------------------------ | -------------- | ------------------------ |
| شب بیست‌ویکم              | ۱۳۵۸ | محمود استاد محمد                                             |                | تئاتر کوچک بازارچه صفویه |
| فیزیکدان‌ها               | ۱۳۵۹ | فریدریش دورنمات                                              | رضا‎ ‎کرم‌رضایی   | تالار وحدت               |
| همه پسران من             | ۱۳۶۰ | آرتور‎ ‎میلر                                                   | اکبر زنجانپور  | تالار وحدت               |
| عنکبوت                   | ۱۳۶۲ | مجید جعفری                                                   | مجید جعفری     | تالار اصلی تئاتر شهر     |
| تراژدی کسری              | ۱۳۶۳ | مجید جعفری                                                   | مجید جعفری     | تالار اصلی تئاتر شهر     |
| پیروزی در شیکاگو         | ۱۳۷۱ | والتر وایدلی                                                 | داوود رشیدی    | تالار اصلی تئاتر شهر     |
| چمدان                    | ۱۳۷۲ | فرهاد آئیش                                                   | فرهاد آئیش     | تالار اصلی تئاتر شهر     |
| آن شب که تورو زندانی بود | ۱۳۷۴ | مجید جعفری                                                   | مجید جعفری     | تالار اصلی تئاتر شهر     |
| بیا تا گل برافشانیم      | ۱۳۷۴ | مجید جعفری                                                   | مجید جعفری     | تالار اصلی تئاتر شهر     |
| زندگی دوگانه             | ۱۳۷۸ | بر اساس آثاری از ویسواوا شیمبورسکا، لئونارد کوهن و ژان کوکتو | مازیار لرستانی | تالار سایه تئاتر شهر     |
| الموت                    |      |                                                              |                |                          |
| شاهزاده و گدا            |      |                                                              |                |                          |
| دادگاه نورنبرگ           |      |                                                              |                |                          |

### گویندگی
گویندگی در کاست «آفریقا» (کاری از پرتو اشراق و ناصر آقایی)

## جوایز و افتخارات
- برنده دیپلم افتخار بهترین بازیگر نقش اول زن برای بازی در فیلم سرب از هفتمین دوره جشنواره بین‌المللی فیلم فجر (۱۳۶۷)
- برنده سیمرغ بلورین بهترین بازیگر نقش اول زن برای بازی در فیلم پرده آخر از نهمین دوره جشنواره بین‌المللی فیلم فجر (۱۳۶۹)
- تقدیر برای بازی در فیلم نرگس از دهمین دوره جشنواره بین‌المللی فیلم فجر (۱۳۷۰)
- نامزد تندیس زرین بهترین بازیگر نقش اول زن از دومین جشن سینمای ایران برای بازی در فیلم ساغر (۱۳۷۷)